# Hrabstwo Florence (Karolina Południowa)
Hrabstwo Florence – hrabstwo w stanie Karolina Południowa w USA.

## Geografia
Według United States Census Bureau całkowita powierzchnia hrabstwa wynosi 2081 km² z czego 2071 km² stanowią lądy, a 10 km² stanowią wody. Według szacunków w roku 2010 hrabstwo zamieszkiwało 136 885 mieszkańców. Jego siedzibą administracyjną jest Florence.

### Miasta
- Coward
- Florence
- Johnsonville
- Lake City
- Olanta
- Pamplico
- Scranton
- Timmonsville
- Quinby

### Sąsiednie hrabstwa
- Hrabstwo Williamsburg (południe)
- Hrabstwo Marion (wschód)
- Hrabstwo Dillon (północ)
- Hrabstwo Marlboro (północ)
- Hrabstwo Darlington (północny zachód)